# Mrtvo Duboko
Mrtvo Duboko (en serbe cyrillique : Мртво Дубоко) est un village du centre du Monténégro, dans la municipalité de Kolašin.

## Démographie

### Évolution historique de la population
| 1948 | 1953 | 1961 | 1971 | 1981 | 1991 | 2003 |
| ---- | ---- | ---- | ---- | ---- | ---- | ---- |
| 78   | 95   | 94   | 81   | 60   | 46   | 35   |